# Cristallisation secrète
Cristallisation secrète (密やかな結晶, Hisoyaka na Kesshō) est un roman science-fiction de  Yōko Ogawa, publié en 1994, et en français par les éditions Actes Sud en 2009,. Le roman également été sélectionné pour le Prix international Booker en 2020.

## Résumé
Sur une île, se passent des disparitions étrange dont sont témoins les habitants : des roses, du parfum, des livres. Ces disparitions sont causées par la police secrète qui veut faire oublier des choses pour garder le contrôle sur la population. Cependant, il reste des gens avec la mémoire qui, eux, sont traqués par la police.